# 김문배
김문배(金文培, 1947년 6월 17일 ~ )는 대한민국의 정치인이다. 제38·39대 충청북도 괴산군수를 역임했다.

## 학력
- 괴산명덕국민학교 졸업
- 괴산중학교 졸업
- 괴산고등학교 졸업
- ~ 1992 한국방송통신대학교 행정학과 졸업

### 비학위 수료
- ~ 1995 충북대학교 행정대학원 행정학과 석사 졸업

## 경력
- 1984.10 충청북도 괴산군 문화공보실 실장
- 1985 충청북도 괴산군 재무과 과장
- 1989.06 충청북도 자연학습원 원장
- 1994.10 청주 키비탄클럽 부회장
- 1995.02 충북행정학회 회원
- 1997.04 청명장학회 이사
- 1999.09 충청북도 복지환경국 사회복지과 과장
- 2000.06 ~ 2002.06 제38대 충청북도 괴산군수
- 2002.07 ~ 2006.06 제39대 충청북도 괴산군수

## 역대 선거 결과
|  | 41.4% |

|  | 100.00% |

|  | 38.12% |